# Anton Hiczan
Anton Uładzimirawicz Hiczan, Anton Władimirowicz Giczan (biał. Антон Уладзіміравіч Гічан, ros. Антон Владимирович Гичан, ur. 12 lipca 1929 w Makowlanach w powiecie sokólskim) – radziecki kołchoźnik, Bohater Pracy Socjalistycznej (1966).

## Życiorys
Jest narodowości białoruskiej. Gdy miał 3 lata, stracił ojca. Podczas II wojny światowej został wywieziony na roboty do Niemiec, skąd w 1945 wrócił do Polski. W 1947 znalazł się na terytorium ZSRR w związku z powojennymi przesiedleniami ludności. Wraz z matką osiadł we wsi Janczuki, od 1950 pracował jako brygadzista w kołchozie w rejonie szczuczyńskim (obwód grodzieński), zajmując się tam uprawą ziemniaków i różnych zbóż. Z jego inicjatywy prowadzono prace rekultywacyjne w tamtym rejonie, co przyczyniło się do znacznego zwiększenia plonów. Za osiągnięcia w zwiększaniu produkcji żyta, pszenicy, gryki i innych zbóż oraz roślin pastewnych otrzymał tytuł Bohatera Pracy Socjalistycznej. Od 1972 do 1976 kierował fermą hodowlaną w kołchozie, później pracował jako szef straży pożarnej kołchozu, następnie przeszedł na emeryturę.

## Odznaczenia
- Medal Sierp i Młot Bohatera Pracy Socjalistycznej (23 czerwca 1966)
- Order Lenina (23 czerwca 1966)
- Order Czerwonego Sztandaru Pracy
- Order „Znak Honoru” (18 stycznia 1958)
- Brązowy Medal Wystawy Osiągnięć Gospodarki Narodowej ZSRR